# Aspidosperma myristicifolium
Aspidosperma myristicifolium är en oleanderväxtart som först beskrevs av Markgr., och fick sitt nu gällande namn av Robert Everard Woodson. Aspidosperma myristicifolium ingår i släktet Aspidosperma och familjen oleanderväxter. Inga underarter finns listade i Catalogue of Life.